# チャールズ・ゴードン＝レノックス (第7代リッチモンド公爵)

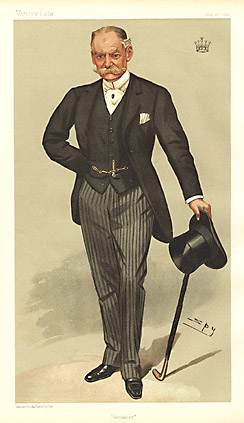
『バニティ・フェア』に描かれた似顔絵

第7代リッチモンド公爵チャールズ・ヘンリー・ゴードン＝レノックス（英: Charles Henry Gordon-Lennox, 7th Duke of Richmond, KG, CB, GCVO、1845年12月27日 - 1928年1月18日）は、イギリスの貴族、保守党の政治家。
父が爵位を継承する1860年までセトリントン卿（Lord Settrington）、1860年から自身が爵位を継承する1903年までマーチ伯爵（Earl of March）の儀礼称号で称された。

## 経歴
1845年12月27日、後に第6代リッチモンド公爵となるマーチ伯爵チャールズ・ゴードン＝レノックスとその妻フランセス（旧姓グランヴィル）の間の長男としてロンドン・ポートランド・パレスに生まれる。
イートン校を卒業。1865年にグレナディアガーズに将校として入隊。1869年から1885年にかけて西サセックス選挙区、1885年から1888年までチチェスター選挙区から選出されて保守党所属の庶民院議員を務めた。
1903年9月27日に父が死去し、第7代リッチモンド公爵位を継承。貴族院議員に列した。
1896年から1901年までヴィクトリア女王、1901年から1910年までエドワード7世、1910年から1920年までジョージ5世の民兵副官（Militia Aide-de-Camp to HM Queen Victoria）を務めた。1901年から1926年までフリーメイソン・イングランド連合グランドロッジのサセックスにおけるグランドマスター代理を務めた。バンフシャー知事やエルギンシャー知事も務めた。
1928年1月18日に死去した。

## 栄典

### 爵位
1903年9月27日に父より以下の爵位を継承した。
- 第7代リッチモンド公爵 (7th Duke of Richmond)
（1675年8月9日創設イングランド貴族爵位）
- 第7代レノックス公爵 (7th Duke of Lennox)
（1675年9月9日創設スコットランド貴族爵位）
- 第2代ゴードン公爵 (2nd Duke of Gordon)
（1876年1月13日創設連合王国貴族爵位）
- 第7代オービニー公爵（フランス語版） (7th Duke of Aubigny)
（1684年1月創設フランス貴族爵位）
- 第7代マーチ伯爵 (7th Earl of March)
（1675年8月9日創設イングランド貴族爵位）
- 第7代ダーンリー伯爵 (7th Earl of Darnley)
（1675年9月9日創設スコットランド貴族爵位）
- 第2代キンラーラ伯爵 (2nd Earl of Kinrara)
（1876年1月19日創設連合王国貴族爵位）
- ヨーク州におけるセトリントンの第7代セトリントン男爵 (7th Baron Settrington, of Settrington in the County of York)
（1675年8月9日創設イングランド貴族爵位）
- 第7代トーボルトン卿 (7th Lord Torbolton)
（1675年9月9日創設スコットランド貴族爵位）

### 勲章
- 1902年、バス騎士団(勲章)コンパニオン (CB)[2][1]
- 1904年、ロイヤル・ヴィクトリア騎士団(勲章)ナイト・グランド・クロス (GCVO)[2][1]
- 1905年、ガーター騎士団(勲章)ナイト (KG)[2][1]

## 家族
1868年にエミー・リカード（1848年 - 1879年）と最初の結婚をし、彼女との間に以下の5子を儲けた。
- 第1子（長男）チャールズ・ヘンリー・ゴードン＝レノックス（1870年 - 1935年） - 第8代リッチモンド公爵
- 第2子（長女）イヴリン・エミー・ゴードン＝レノックス（1872年 - 1922年） - 第4代準男爵サー・ジョン・コットレルと結婚
- 第3子（次女）ヴァイオレット・メアリー・ゴードン＝レノックス（1874年 - 1946年） - 初代アペソープの初代ブラッシー男爵（英語版）ヘンリー・ブラッシー（英語版）と結婚
- 第4子（次男）エスメ・チャールズ・ゴードン＝レノックス（1875年 - 1949年） - 陸軍准将
- 第5子（三男）バーナード・ゴードン＝レノックス（英語版）（1878年 - 1914年） - 陸軍少佐、一次大戦で戦死

エミーと死別後の1882年にイザベラ・クレイヴン（1863年 - 1889年）と再婚した。彼女との間に以下の2子を儲けた。
- 第6子（三女）マリエル・ベアトリス・ゴードン＝レノックス（1884年 - 1969年） - ウィリアム・ベックウィズ、ついでルイス・ジョーンズと結婚
- 第7子（四女）ヘレン・マグダレン・ゴードン＝レノックス（英語版）（1886年 - 1965年） - 第8代ノーサンバーランド公爵アラン・パーシ―（英語版）と結婚